# Weinstadt
Weinstadt (in alemanno Waistadt) è un comune tedesco di 25 850 abitanti, situato nel land del Baden-Württemberg.